# Barairo no Hibi
Singles de MAX
Magic
(2000) Always Love
(2001)
Barairo no Hibi (バラ色の日々) est le 18e single du groupe MAX, sorti en 2000.

## Présentation
Le single sort le 6 septembre 2000 au Japon sous le label avex trax, trois mois seulement après le précédent single du groupe, Magic. C'est son troisième single à sortir au format maxi-CD de 12 cm de diamètre. Il atteint la 11e place du classement des ventes de l'Oricon, et reste classé pendant cinq semaines. C'est le premier single de MAX à ne pas classer dans le top 10 depuis son 4e single Seventies sorti quatre ans auparavant ; vendu à quelques 75 000 exemplaires, il est alors son single le moins vendu à l'exception des deux premiers, sortis en 1995. Une version promotionnelle vinyle du single était aussi sortie au format maxi 45 tours cinq jours auparavant, le 1er septembre, avec un contenu différent.
Contrairement aux deux précédents singles du groupe, il ne contient que deux chansons et leurs versions instrumentales ; les premières éditions first press contiennent en bonus une version remixée de la chanson-titre. Celle-ci est une reprise adaptée en japonais de la chanson Larger than Life du groupe américain Backstreet Boys. Elle figurera sur le quatrième album original du groupe, Emotional History qui sortira sept mois plus tard, ainsi que sur ses compilations Precious Collection de 2002 et Complete Best de 2010 ; elle ne sera pas reprise sur ses albums de remix. La deuxième chanson du single, Wired, restera inédite en album.

## Liste des titres
| CD    | CD                                                | CD                                                                   | CD    | CD | CD | CD | CD | CD | CD |
| No    | Titre                                             | Paroles / Musique / Arrangements                                     | Durée |    |    |    |    |    |    |
| ----- | ------------------------------------------------- | -------------------------------------------------------------------- | ----- | -- | -- | -- | -- | -- | -- |
| 1.    | Barairo no Hibi (バラ色の日々)                    | Yûko Ebine / B. T. Littrell, K. Lundin, M. Martin / Nobuyuki Shimizu | 3:51  |    |    |    |    |    |    |
| 2.    | Wired                                             | Chihiro Close / Akira / Akira                                        | 4:45  |    |    |    |    |    |    |
| 3.    | Barairo no Hibi (Instrumental) (バラ色の日々 ...) | (...) / B. T. Littrell, K. Lundin, M. Martin / Nobuyuki Shimizu      | 3:51  |    |    |    |    |    |    |
| 4.    | Wired (Instrumental)                              | (...) / Akira / Akira                                                | 4:45  |    |    |    |    |    |    |
| 17:40 |                                                   |                                                                      |       |    |    |    |    |    |    |

| CD de l'édition first press | CD de l'édition first press                         | CD de l'édition first press                                          | CD de l'édition first press | CD de l'édition first press | CD de l'édition first press | CD de l'édition first press | CD de l'édition first press | CD de l'édition first press | CD de l'édition first press |
| No                          | Titre                                               | Paroles / Musique / Arrangements                                     | Durée                       |                             |                             |                             |                             |                             |                             |
| --------------------------- | --------------------------------------------------- | -------------------------------------------------------------------- | --------------------------- | --------------------------- | --------------------------- | --------------------------- | --------------------------- | --------------------------- | --------------------------- |
| 1.                          | Barairo no Hibi (バラ色の日々)                      | Yûko Ebine / B. T. Littrell, K. Lundin, M. Martin / Nobuyuki Shimizu | 3:51                        |                             |                             |                             |                             |                             |                             |
| 2.                          | Wired                                               | Chihiro Close / Akira / Akira                                        | 4:45                        |                             |                             |                             |                             |                             |                             |
| 3.                          | Barairo no Hibi (Instrumental) (バラ色の日々 ...)   | (...) / B. T. Littrell, K. Lundin, M. Martin / Nobuyuki Shimizu      | 3:51                        |                             |                             |                             |                             |                             |                             |
| 4.                          | Wired (Instrumental)                                | (...) / Akira / Akira                                                | 4:45                        |                             |                             |                             |                             |                             |                             |
| 5.                          | Barairo no Hibi (Bless Beat Mix) (バラ色の日々 ...) | Remix : Shinichiro Murayama                                          | 4:46                        |                             |                             |                             |                             |                             |                             |
| 22:26                       |                                                     |                                                                      |                             |                             |                             |                             |                             |                             |                             |

| A1. | Barairo no Hibi (Bless Beat Mix) (バラ色の日々 ...) | Remix : Shinichiro Murayama                                          | 4:47 |
| B1. | Barairo no Hibi (Original Mix) (バラ色の日々 ...)   | Yûko Ebine / B. T. Littrell, K. Lundin, M. Martin / Nobuyuki Shimizu | 3:51 |
| B2. | Wired (Original Mix)                                | Chihiro Close / Akira / Akira                                        | 4:45 |

## Crédits
- Co-production : Jun-Ichi "Randy" Tsuchiya, Max Matsuura
- Direction : Toshio Fujiwara
- Production exécutive : Jonny Taira
- Manipulation électronique : Takashi Okano
- Masterisation : Yuka Koizumi
- Enregistrement : Shinichi Usui, Yasushi Shiota
- Mixage : Shinichi Usui
- Chœurs : Mana Hasegawa (titre n°1)